# 深沙大將

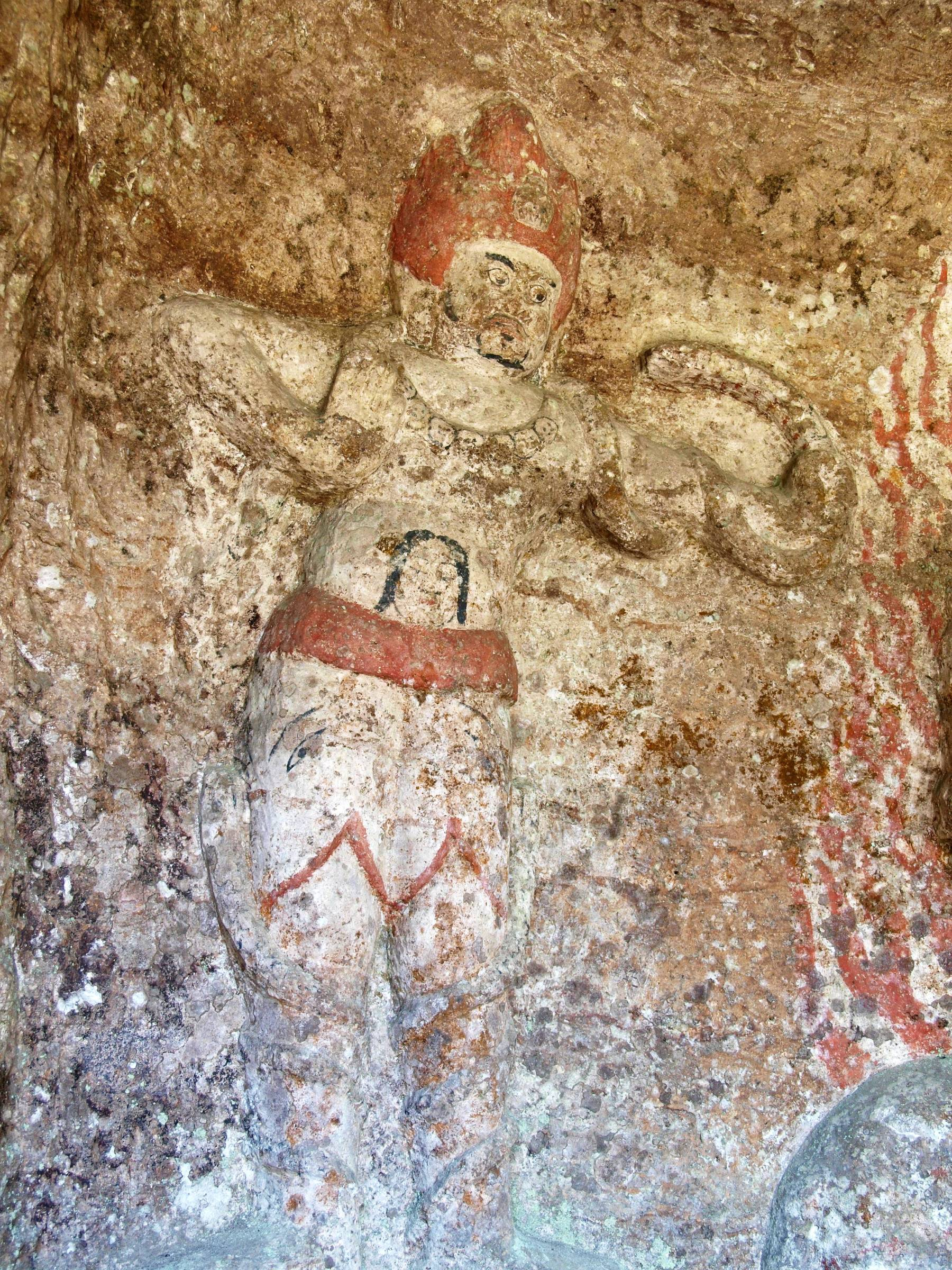
位於日本高瀬石佛的深沙大將

深沙大將（亦稱深沙神、深河神、深沙大王、奉教鬼）為佛教的護法神與鬼神，是一位本願為拯救於沙漠陷入危機的人們之善神。深沙大將是守護《大般若經》的十六善神之一。亦有說法認為深沙大將是觀世音菩薩或北方多聞天王的化身，或將深沙大將視為水神。

## 概說
深沙大將的外型為憤怒相之力士，配戴著骷髏瓔珞，與金剛力士一樣是兩臂力士且上半身裸露、下半身著腰布，但深沙大將腹部有兒童（或女性）的臉；左手握著青蛇，彎著右臂將掌心豎起。身為一個本願是在沙漠中解救危難人們的善神，深沙大將能夠治療疾病、讓人遠離魔事。據傳玄奘在前往印度的旅途中，曾於沙漠受到深沙大將的激勵，而因為與之逢於流沙，故名「深沙」。
修驗道的深沙大將之外型並非鬼神，而是身穿唐服，且與道教的泰山府君習合。

## 文學創作
在《大唐三藏取經詩話》，深沙神曾於過去吃了兩次三藏的前世，這世悔改並架橋供唐三藏一行人渡河。魯迅認為深沙大將即是沙悟淨的原型。

## 註記
1. ↑  丁福保. . . 1922  [2022-01-28]. （原始内容存档于2022-01-28）. 即是炎魔王之太子也，又云太山府君，又云奉教者，又云深沙大王。

## 外部連結
- 《深沙大將儀軌》第1卷｜漢文大藏經 （页面存档备份，存于）
- 深沙大將｜佛光大辭典 （页面存档备份，存于）